# هشت‌فرخنده

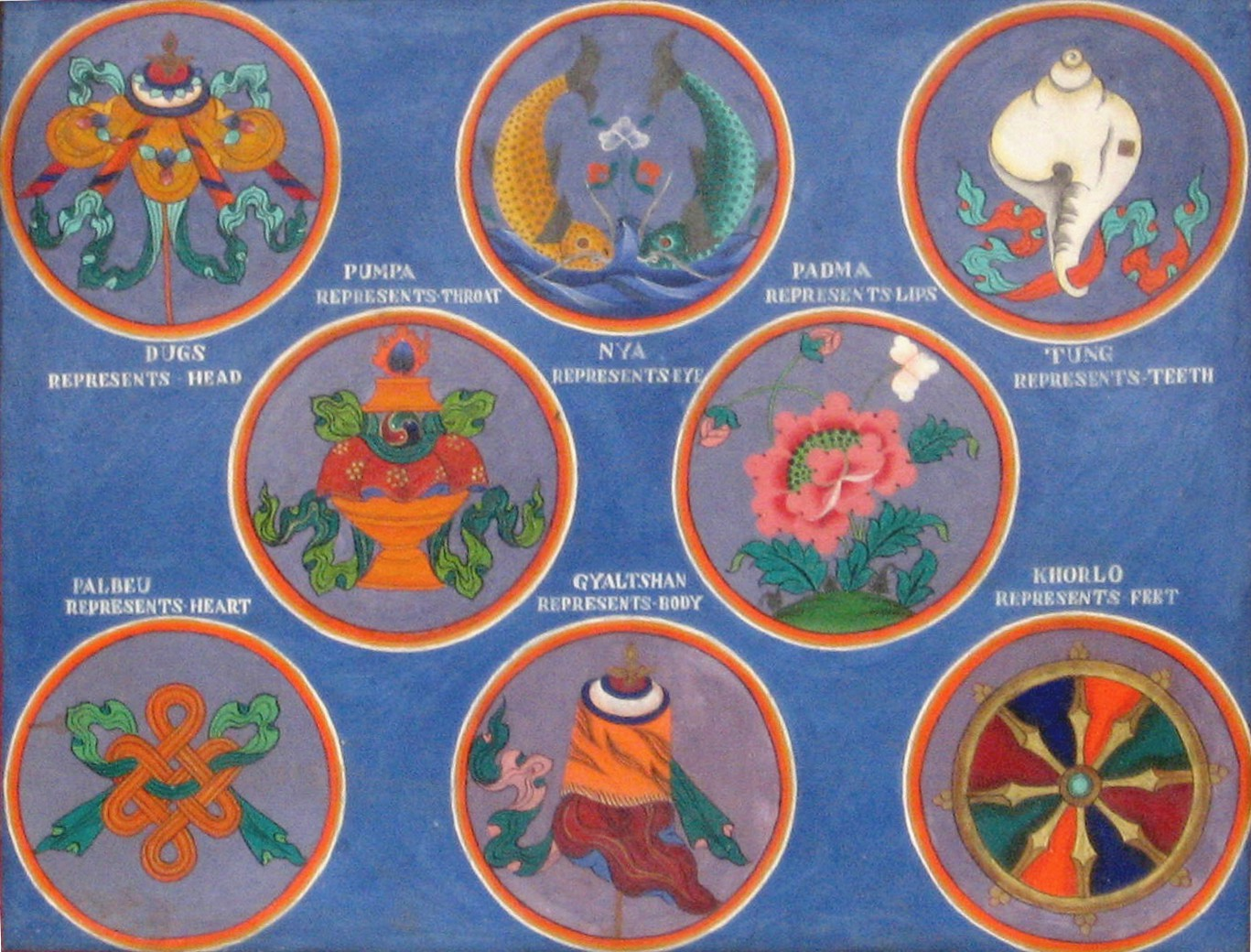
هشت‌فرخنده. هشت نماد خوش‌یمن در دین بودا.

هَشت‌فَرخُنده (Aṣṭamaṅgala) مجموعه‌ای مقدس از هشت نماد خوش‌یمن در ادیان هندو، جایین، بودایی و سیک است. این هشت نماد همانند ایزد مطلوب Iṣṭha-devatā که برای تمرکز در مراقبه استفاده می‌شود کارکردی چون ابزار آموزشی و کمکی دارند.
این هشت نماد در بسیاری از منسوجات، اشیاء، و نقاشی‌های بودایی دیده می‌شوند و هر نماد جنبه‌ای از آموزه‌های بودایی را به نمایش می‌گذارد و به باور بوداییان زمانی که این نمادها در کنار یکدیگر قرار گیرند نیروهای آن‌ها چند برابر می‌شود.
نمادهای هشت‌فرخنده ریشه در تصویرپردازی‌های هندی دارند اما در بوداگرایی تبتی محبوبیت بسیاری پیدا کردند.
ترتیبی که نمادها در زیر طبق آن آمده ترتیب رسمی بوداگرایی چینی است که در زمان دودمان چینگ معین شد:

## نمادها
| چرخ حق Dharmacakra      |  | نشانه آموزه‌های بودا است. بوداییان بر این باورند که در ۱۵۰۰ سالی که آیین بودا پس از پیدایشش در هندوستان ماند آموزه‌های بوداگرایی سه بار دستخوش دگرگونی شده‌اند و در این باره اصطلاح «سه بار گردش چرخ آیین» را بکار می‌برند. اصطلاح چرخ حق (چرخ دارما) بعدها در میان بوداییان تبت محبوبیت زیادی پیدا کرد و در موارد دیگری بکار رفت. چرخ حق (چرخ دارما) نمادی باستانی در دین بوداست که توسط آشوکا پادشاه قدرتمند سده چهارم پیش از میلاد به عنوان گردونه قانون استفاده می‌شده‌است. اکنون تصویر این گردونه به رنگ سرمه‌ای و با بیست و چهار پره بر روی پرچم هند قرار دارد. بر روی پره‌های این چرخ‌ها متون بودایی نوشته می‌شود و منظور از گرداندن این چرخ‌ها به‌دست پیروان آیین بودا همانا نمادی از خواندن سخن بودا است. این چرخ‌ها را می‌توان در جوامع گوناگون بودایی یافت اما تنها در تبت است که آن‌ها بخشی جاافتاده از زندگی روزمره را تشکیل می‌دهند. بوداییان بر این باورند که چرخاندن این چرخ‌ها مانند این می‌ماند که شخص (بصورت نمادین) همه متون درون آن را خوانده‌است. |
| صدف حلزونی Śaṅkha       |  | صدف حلزونی راست‌چرخ نشانه پرآوازگی آموزه‌های بودا است. این نماد، نمادی است از آوای زیبا، ژرف، آهنگین، و نافذ و فراگستر راه بودا؛ آوایی که آموزندگان را از خواب سنگین ناآگاهی بیدار کرده و آن‌ها را به دست یافتن به رفاه خویشتن و آوردن رفاه برای دیگران ترغیب می‌کند. در دین هندو، صدف حلزونی به همراه چرخ خجسته‌دیدار Sudarshana Chakra از ابزارهای ویشنو است. ویشنوپرستان بر این باورند که بودا شاکیامونی پیکرگرفته‌ای از ویشنو است. |
| بیرق ظفر Dhvaja         |  | نشانه موفقیت آموزه‌های بودا و پیروزی آگاهی بر ناآگاهی است. این بیرق، پرچم نظامی سپاهیان هند باستانی بود. این بیرق بعدها نشان ایزد ودایی عشق و علاقه یعنی کامه‌دوه Kāmadeva شد. در سنت تبتی فهرستی از یازده شکل گوناگون از بیرق پیروزی ارائه شده که نشانگر یازده روش ویژه‌ای است که برای پیروزی بر آلودگی‌ها در نظر گرفته می‌شود. انواع بسیاری از بیرق‌های پیروزی بر روی بام‌های صومعه‌های تبتی دیده می‌شود که به نشانه پیروزی بودا بر هر چهار جنبه دیوی به نام ماره است که قصد داشت مانع رسیدن بودا به مرحله بیداری بشود اما نتوانست. |
| چتر آراسته chhatraratna |  | نشانه پادشاهی و قدرت روحانی است. پژوهشگران خاستگاه این نماد را ترسیمی نمادین از قارچ‌های مقدس دارویی و توهم‌زا دانسته‌اند که در هیمالیا استفاده می‌شده‌است و منظور از آن نمادینه کردن حفاظت از موجودات در برابر نیروهای زیان‌آور و بیماری‌ها است. نماد چتر آراسته هم‌چنین نشانه‌ای است از کیفیت فراگیر بودن و محافظ بودن چاکرای هفتم یعنی سهسراره Sahasrāra در سایه فرخندگی سایه‌بانی که همگی از طریق دارما به زیر آن پناه می‌آورند. |
| نیلوفر آبی Padma        |  | نشانه پاکی ذهنی و روانی است. این نماد پاکی نخستین بدن، سخن، و ذهن را به نمایش می‌گذارد که بر فراز آب‌های گل‌آلود وابستگی‌ها و تمایلات شناور است و شکوفایی کامل کردارهای سالم را در رهایی شادمانه به منصه ظهور می‌رساند. |
| گنج‌دان kalasha          |  | نشانه فراوانی روحی و مادی است. نمادی است از تندرستی، دیرزیستی، رفاه، بهروزی، فرزانگی، و پدیده فضا. فضا یا اثیر Ākāśa قالبی است که تمامی پدیده‌ها را در خود دارد و به آن‌ها مجرای حرکت می‌دهد. گنج‌دان هم‌چنین نشانه‌ای از تهیگی Śūnyatā. گنج‌دان یا گلدان یکی از نادر اشیایی است که یک راهب یا راهبه تراوده‌ای مجاز به داشتن آن است. گنج‌دان هم‌چنین در بسیاری از مراسم و آیین‌های وجره‌یانه، شاخه صوفی‌مآبانه بوداگرایی استفاده می‌شود. |
| دو ماهی طلا Gaur-matsya |  | نشانه فال نیک، باروری و رستگاری است. دو ماهی زرین نمودی هستند از وضعیت شناوری بی ترس و هراس در دریای بی‌گزند تولدهای ادواری samsara. دو ماهی طلایی نشانی از نترسیدن تمامی موجودات از شناور بودن در دریای رنجی است که زایش‌های ادواری برای آن‌ها به دنبال می‌آورد، همان‌گونه که ماهی‌ها بدون ترس در آب‌های مواج اقیانوس‌ها آزادانه حرکت می‌کنند. |
| گره بی‌انتها śrīvatsa    |  | نشانه فرزانگی بی‌متنهای بودا است. افزون بر این، گره بی‌انتها نشانگر درهم‌بافتگی فرزانگی و مهرورزی است، وابستگی دوجانبه آموزه‌های دینی و امور دنیوی، و یکی شدن بینش‌مندی و روش سلوک. |